# Az-Zuhur (tạp chí)
az-Zuhūr (tiếng Ả Rập: الزهور; DMG: az-Zuhūr; tiếng Anh: "Flowers") là một nguyệt san xuất bản tại Cairo từ năm 1910 đến năm 1913 với tổng cộng 40 số. Người biên tập của tờ báo, Anṭūn al-Ǧumayyil (1887-1948) đã từng làm việc tại các tạp chí khác, bao gồm Al Bashir xuất bản ở Beirut và tờ báo Al-Ahram xuất bản ở Ai Cập.